# Diasemopsis pulchella
Diasemopsis pulchella är en tvåvingeart som beskrevs av Eggers 1916. Diasemopsis pulchella ingår i släktet Diasemopsis och familjen Diopsidae. Inga underarter finns listade i Catalogue of Life.